# Суше у Републици Српској
Суше у Републици Српској су појаве које се јављају када се на овом подручју појави значајан мањак воде у неком временском раздобљу. Како појава суше постаје све чешћа у целом свету она погађа и Републику Српску у којој се последице манифестовати у аграрном сектору у целини. Посебно су угрожене најзначајније пољопривредне регије (Семберија, Посавина и Лијевче Поље), због огромних губитака у производњи. Према проценама стручних служби Министарства пољопривреде шумарства и водопривреде Републике Српске и Пољопривредног института Републике Српске, најугроженија културе су кукуруз, затим поврће на отвореном пољу и воћарска прозводња. Суше и екстремни топли таласи значајно су смањили у Републици Српској производњу житарица за 9−10 % − губици у производњи услед суша били су повезани са смањењем и пожњевене површине и приноса, док је екстремна топлота углавном смањила приносе житарица.
Временске прилике негативно утичу и на сточарску производњу посебно у сектору млекарства, перадарства и свињарства.

## Процена интензитета суше у РС
Суша је веома комплексна непогода и тешко се једнозначно може дефинисати, па се интензитет суше у Републици Српској најчешће процењује према мањку количине воде у тлу изражене у милиметрима и смањењу приноса, под условом да на то нису утицали други штетни фактори.
Просечни дефицит воде на северу Републике Српске је око 100 mm, на југу и до 300 mm, док је најмањи у средњим и брдским крајевима, око 50 mm. У Херцеговини сушни период може да траје и до 5-6 месеци, а на северу и у подручју краса 3 месеца. Вероватноћа појаве суше је најизраженија на сјевероистоку (Посавина и Семберија) и југозападу (Динарски регион Крајине).
- Најзначајније пољопривредне регије у Републици Српској угрожене сушом
- Поља у Семберији
- Посавина
- Лијевче Поље

### Врсте суша у РС
Метеоролошка суша
Метеоролошка суша јавља се као последица недостатка падавина у дужем периоду на одређеном простору, односно представља негативно одступање падавина од нормале установљено за дужи период година одређеног подручја. Зависно од времена јављања могу бити везане за различита годишња доба, те се разликују по дужини трајања.
Хидролошка суша
Хидролошка суша представља велики недостатак воде у рекама, пресушивање мањих и средњих водотока и подземних вода. Подземне суше могу бити добар индикатор хидролошке суше, а базирају се на проценама нивоа подземних вода, односно њиховог пуњења и пражњења.
Пољопривредна суша
Пољопривредна суша настаје као недостатак падавина и губитка воде из приземних слојева земље због испаравања. Када се јави у вегетационом периоду, условљава ометање нормаланог раста и развоја биљка, а исушивање и дубљих слојева узрокује неплодност земљишта и сушење пољопривредних култура.

## Дефицит воде и угрожена подручја
Дефицит воде
Просечни дефицит воде у Републици Српској је:
- на северу око 100 mm,
- на југу и до 300 mm,
- у средњим и брдским крајевима (где је најмањи) око 50 mm.

Трајање сушног периода
У Херцеговини сушни период може да траје и до 5-6 месеци, а на северу Републике Српске и у подручју краса 3 месеца.
Према истраживањима у период 1961, до 2010. године дошло до повећања сушности, с тим што те промене нису биле статистички значајне за подручје Ххерцеговинре, док су за Бијељину показале значајан позитивни линеарни тренд.

## Температура ваздуха и тренд падавина
Скала штетног дејства високих температура је широка и значајна. Висока температура утиче на материјална добра, пољопривреду, шуме и животиње, те на водопривреду. Због високих температура се повећава испаравање и, ако нема падавина у том периоду (врло честа ситуација), долази до појаве суше. Врло високе температуре у Републици Српској се јављају углавном у јулу и августу, али могућа је појава и у јуну и септембру. Високе температуре су врло уједначене у Републици Српској, једино се ниже вредности јављају на планинама.
Температура у два перида посматрања
Резултати показују да се температура ваздуха у два периода праћења у Републиици Српској карактерише следећим показатељима:
- у периоду од 1961. до 1990. године  — температура је само незнатно расла, а у неким деловима године чак је био присутан опадајући тренд.
- у периоду од 1997. до 2017. године — присутан веома изражен и статистички значајан позитиван тренд. У наведеном периоду, температура ваздуха у сезони лето порасла је за чак 0,8 °C по деценији.

Просечна годишња температура између ова два периода порасла је за 1,4 °C, док су у периоду 1997−2017. године, просечне температуре ваздуха повећане у свим сезонама (у сезони лето за чак 2,4 °C).
Прагови за температуре ваздуха знатно изнад оних у летњим периодима износе од 38,4 °C на западу, до 40,2 °C ка истоку и југу Републике Српске. Пад температуре ваздуха израженији је ка вeћим надморским висинама. У Сокоцу је алармантна ситуација чим температура порасте изнад 33 °C, с слићан праг је и за Бања Луку у којој је у краћем и новијем периоду он виши чак за 1,8 °C (39,9 °C, према 38,1 °C).
Тренд падавина
Просечне падавине у Републици Српској су око 1.250 mm, али су за планирање заштитних мера битне одлике неравномерности и „инверзије падавина“ и по простору и по времену. Падавине су најоскудније у зонама у којима су најквалитетнији земљишни ресурси (Семберија, Посавина: око 700–750 mm).
У свим зонама падавине су најмање у периодима највећих потреба за водом. У правцу црноморског слива након падавина отиче око 722 m 3 /s (62,5%), док око 433 m 3 /s (37,5%) отиче у Јадранско море.
У напред наведена два периода утврђени су трендови падавина различитог знака. За разлику од периода1961−1990. година, у периоду 1997−2017. године присутни су негативни трендови годишњих падавина и падавина у сезони лето, од 24,6 mm и 30,0 mm што је по деценији значајно, јер је просечна количина падавина у сезони лето смањена између наведан два периода за готово 10%.

## Просторна расподела вода
Иако је наизглед задовољавајућу, водност Републике Српске то стање увелико релативизује врло неповољна просторна и временска расподела вода:
- водом су најсиромашнији долински делови са највећим потребама за водом и најгушћом насељеношћу;
- у маловодним периодима се протоци смањују за 7–10 пута у односу на просјечне вриједности (у сливу Саве сума свих протока се спушта испод 100 m³ /s);
- водни режими су бујични, тако да се највећи део протока реализује у облику краткотрајних поводања, па су велике воде вероватноће 1% за 12–17 пута веће од просечних вредности. Однос између минималних дневних протока вероватноће 10% и максималних дневних протока вјероватноће 1% на неким рекама прелази 1:1.000, што је један од најнеповољнијих показатеља водних режима у Европи.

## Периодичност јављања суша
Суша у Републици Српској се јављала периодично, па се у том смислу издвајају; 
- декада 1981-1990, али и у задњих 10 година била је честа,
- прве деценије 20. века: 2000, 2003, 2007/2008, 2011. и 2012, мада је у периоду 2001-2010. било и највише влажних година.

Све ово је уско повезано са општом циркулацијом у атмосфери, а на њу највише утичу сјеверноатлантска (NAO) и Арктичка осцилација (AO). 
Врло велика и просторно раширена суша се десила 2003. године, а слично је било и 1983. године. Тих година у Републици Српској, на многим станицама је регистрована апсолутни минимум вредности SPI, а суша се јавила већ у пролеће, а егзистирала је и у летњим месецима.

## Распоред падавина у РС
И док према мерењима укупна годишња количина падавина у Републици Српској благо расте (1961—2010), са друге стране се смањио број дана са падавинама (падавине изнад 1 mm кише), а повећао се број дана са интензивним падавинама. Највеће повећање падавина везано је за планинске просторе, централног и источног дела Републике Српске (Соколац), и нешто мање на југозападу. Посебно је значајно повећање падавина на северу, у подручју Добоја и е на крајњем југоистоку Херцеговине.
Изражена промена годишњег распореда падавина, уз повећање температуре, један је од главних фактора који условљавају чешће и интензивније појаве суше и поплава.
Пример наглих промена падавинског режима су 2010. и 2011. година, док је 2010. била година са највише падавина у задњих 50 година, а 2011. је била најсушнија година у праћеном периоду (од 1883) на северу Српске и једна од најсушнијих у Херцеговини. У 2010. години је било у скоро свим месецима позитивно одступање падавина, са највишим суфицитом у појединим месецима од 100% на северу до чак 225% на југу.
Посматрано за целу територију Републике Српске у 2010. остварен је суфицит падавина од просечно 42%, а у 2011. дефицит од 38% у односу на просек у првој деценији 20. века.
Чињеница да се јављају и по две године узастопно са екстремима, иде у прилог чињеници да је дошло до знатне промене у распореду падавина, као и да би требало очекивати смењивање врло сушних и врло кишних периода.
Природна непогода би наступила ако се у сушним годинама не осигура 120 до 300 милиона m3 воде на око 230.000 hа једанпут у 10 година или ређе, а у чешћим случајевима штете од дефицита воде би се манифестовале у смањењу приноса 5 – 30% на неким културама и на појединим подручјима.
Промене температуре и падавина, али и екстремних климатских догађаја, као што су топли таласи, суше, поплаве, циклони, олује и шумски пожари, откривају значајну рањивост и изложеност бројних природних и социоекономских система Републике Српске, а пре свега сектора економије у Републици Српској и Босни и Херцеговини, као што су пољопривреда, шумарство, енергетика и туризам.

## Најзначајнији сушни периди у РС
У периоду од 1961. до 2016. године средње, максималне и минималне температуре порасле су за 0,3 °C−0.5 °C, 0.4 °C−0.6 °C и 0,3 °C−5 °C по деценији. Иако је тренд пораста температуре присутан током целе године, загревање је најизраженије у сезони лето, затим у сезонама зима и пролеће, док су промене у сезони јесен знатно слабијег интензитета.
2011. година
Најсушнији период у у 100 година у Републици Српској докодио се 2011. на северу Републике Српске, док је у јужним крајевима била једна од сушнијих. Август и новембар били су екстремно сушни, нарочито на северу земље, па је тако у Бијељини у августу било свега 1 mm кише, што је најмања вредност у посљедњих 50 година, док је у Бањој Луци у новембру 2011. године забележено свега 5,1 mm кишних падавина, што овај месец чини најсушнијим у периоду 1883. до 2011. године
Период април-септембар 2011. године, са 285 mm укупних падавина (просек је 576 mm), представља секундарни минимум у поседњих 130 година, док вегетациони период 1946. године представља апсолутни минимум падавина (244 mm). На трећем месту је 2000. година са 236 mm падавина током вегетационог периода.
2012. година
Летњи период (јун-август) 2012. спада међу 10 најсушнијих у поседњих 130 година, заједно са оним током 2000, 2003. и 2011. године. Мање падавине су регистроване само током лета 1950, 1946, 1933. и 1952. године.
У овој години на територији Републике Српске дефицит кишних падавина био је у јуну 66% и јулу 26%, док у августу скоро да није ни било падавина и дефицит кишних падавина износио је чак 94%. С обзиром на то да је просечна месечна температура током летњних месеци у Републиици Српској била за 3,1 до 3,9 C виша од просека у односу на период 1981. до 2010. године.
Исушивању тла допринело је и велико испаравање, па су се ови временски услови негативно одразили на пољопривреду и водне ресурсе.

## Наводњавање у борби против суше
Тренутно наводњавање као једна од мера у борби против суше заостаје у Републици Сртпској у односу на потребе и могућности, јер се под системима за наводњавање налази око 4.430 hа, што је само 2,8% укупног погодног земљишта за наводњава.
На нивоу Републике Српске потребно је анулирати мањак воде за пољопривредну производњу, просечно:
- 100–200 мм годишње у подручјима Савског слива,
- 50–100 мм у централним подручјима,
- 300–400 мм у подручју слива Јадранског мора.